# 1494 год в литературе

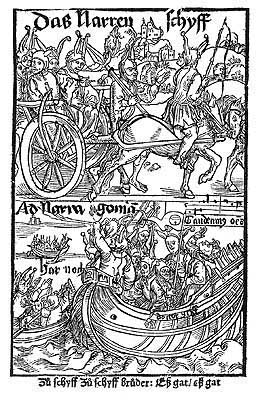
Корабль дураков Себастьяна Бранта (1494)

## События
- 4 января — издан свод православных песнопений «Осмогласник» — первая книга в южнославянских государствах, напечатанная кириллицей.
- 10 ноября в Венеции математик отец Лука Пачоли опубликовал трактат, в котором, кроме всего прочего, впервые систематически описал так называемую двойную бухгалтерию, тогда она называлась «ведение книг по венецианскому образцу» (Scerittura alla veneziana), принятую до нашего времени
- В Венеции Альд Мануций создал Дом Альда, издательство с собственной типографией. Книги, напечатанные в Доме Альда считаются шедеврами книгопечатания эпохи Возрождения.

## Книги и пьесы
- Немецкий писатель-гуманист Себастьян Брант пишет поэму «Корабль дураков».

## Родились
- 24 марта — Георг Агрикола (Георг Бауэр), немецкий учёный и писатель, автор трудов по горному делу и металлургии, историограф герцогов Саксонских (ум.1555)
- 6 октября — Уильям Тиндейл, английский учёный-гуманист, переводчик, автор Библии Тиндейла (ум.1536)
- 5 ноября — Ганс Сакс, немецкий поэт, мейстерзингер и драматург (ум.1576).
- 19 ноября — Барон Зонег Ганс Унгнад (1493—1564) — религиозный деятель, сподвижник Реформации, распространитель протестантизма между славянами, основатель Южнославянского библейского института и типографии при нём; был его владельцем и покровителем[1].
- Франсуа Рабле, французский писатель. Один из величайших французских сатириков, автор романа «Гаргантюа и Пантагрюэль» (ум.1553)
- Яхья-эфенди, османский учёный, медик, поэт (ум.1569)

## Скончались
- 4 февраля — Юрий Дрогобыч, русинский астролог, врач, философ, библиофил, автор научных трактатов (род. 1450)
- 29 сентября — Анджело Полициано, итальянский поэт, гуманист и драматург (род. 1454)
- 21 декабря — Маттео Мария Боярдо, итальянский поэт.
- Иосафат Барбаро, венецианский дипломат, путешественник. Автор сочинения, где даётся одно из первых описаний Москвы западноевропейцем.
- Доулатшах Самарканди, персидский поэт и писатель.
- Конрад фон Грюненберг, рыцарь, автор «Гербовника» (Österreichische Wappenchronik) и иллюстрированного путеводителя о его паломничестве в Иерусалим.